# Средние Аты
Сре́дние Аты́ (тат. Урта Аты) — село в Арском районе Республики Татарстан, в составе Среднеатынского сельского поселения.

## Этимология названия
Топоним произошёл от гидронима «Аты» и татарского слова «урта» (средний).

## География
Село находится на реке Атынка, в 13 км к западу от районного центра, города Арска.

## История
В «Списке населенных мест по сведениям 1859 года», изданном в 1866 году, населённый пункт упомянут как казённая деревня Средние Аты 1-го стана Казанского уезда Казанской губернии. Располагалась при реке Атовке, по левую сторону Сибирского почтового тракта, в 59 верстах от уездного и губернского города Казань и в 30 верстах от становой квартиры во владельческой деревне Пермяки (Богородское). В деревне, в 45 дворах жили 387 человек (191 мужчина и 196 женщин), была мечеть.

## Экономика
Полеводство.

## Социальные объекты
Фельдшерско-акушерский пункт.

## Религиозные объекты
Мечеть «Шамсенахар» (с 2011 года).